# Cechenena minor
Cechenena minor es una polilla  de la familia Sphingidae. Se sabe que vuela en el norte de la India, Nepal, Tailandia, China oriental y del sur, Taiwán, Vietnam y Japón del sur.
La envergadura es de 90 a 98 mm. La parte superior del tórax carece de una banda mediana pálida. Hay siete líneas postmedianas en la parte superior de la parte anterior y siete líneas en la mitad distal del ala. 
El color de fondo de la parte inferior de la parte delantera es de color naranja-beige.
Las larvas se han registrado alimentándose de Saurauia pundiana, Vitis y especies Amorphophallus  en India y Cayratia japonica en China.

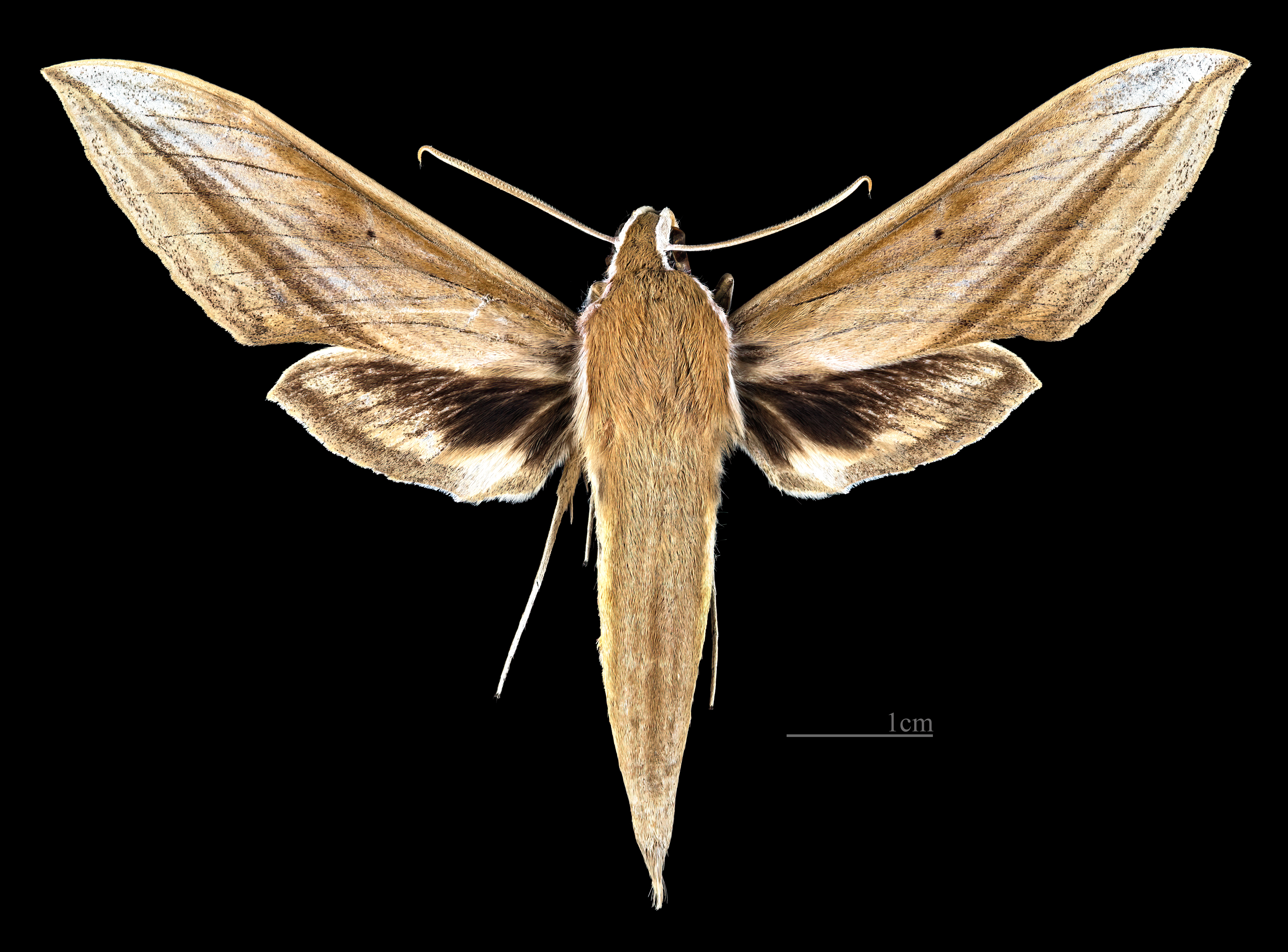
Cechenena minor ♂
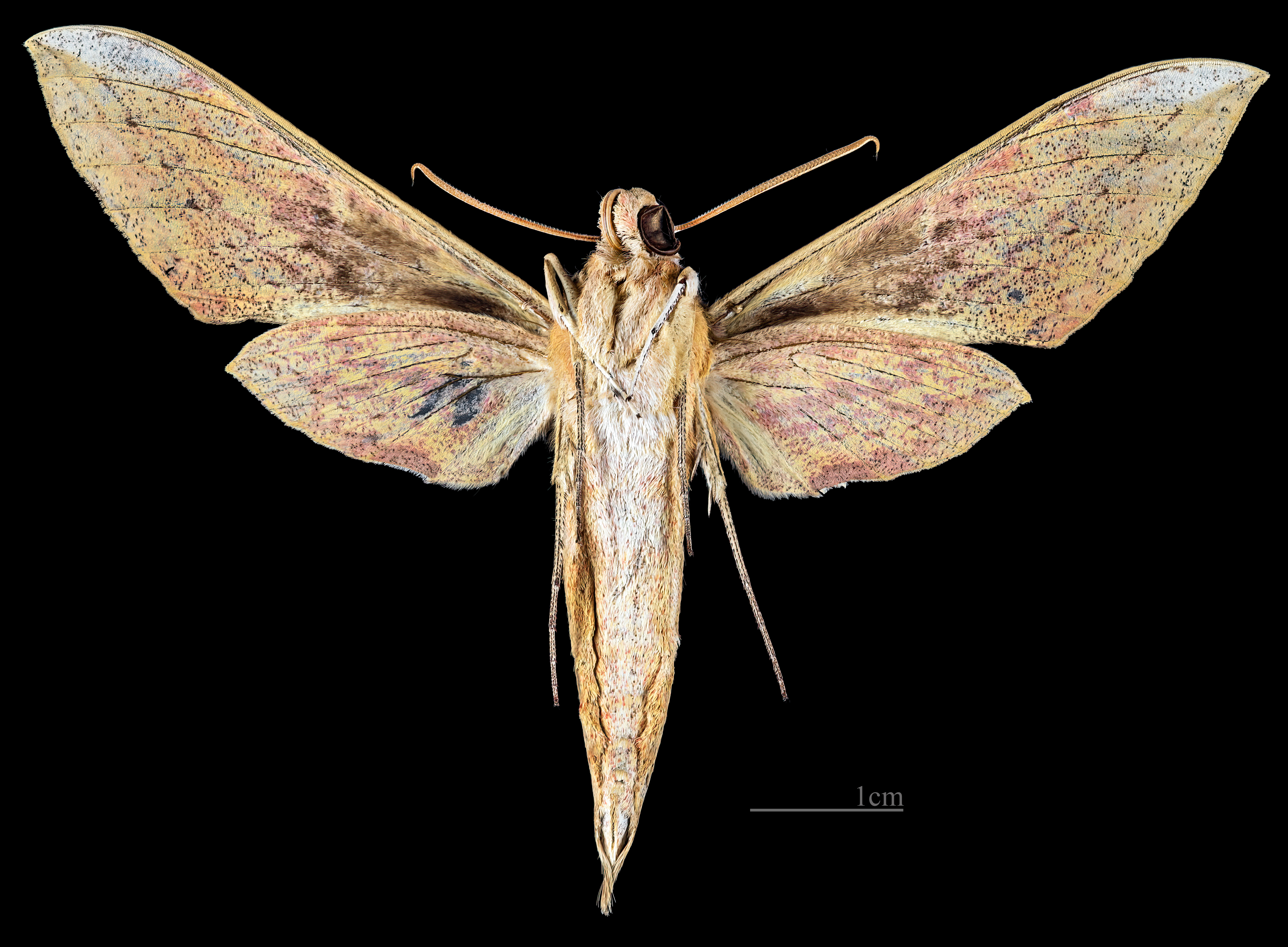
Cechenena minor ♂  △

## Sinonimia
- Chaerocampa minor (Butler, 1875).
- Theretra striata (Rothschild, 1894).
- Cechenena minor olivascens (Mell, 1922).